# Gamevil
Gamevil Inc. (tendo a marca registrada em letras maiúsculas: GAMEVIL) ((주)게임빌 (Ju) Geimbil) é uma companhia privada sediada em Seul, República da Coreia, que desenvolve e publica jogos eletrônicos para dispositivos móveis.

## Gamevil Inc
Enquanto frequentava a Universidade Nacional de Seul, Byung Joon Song (James Song) fundou e foi eleito como o primeiro presidente de um clube empreendedor chamado Venture. James Song foi além e fundou a Fitsnet Inc. ((주)피츠넷 (Ju) Pijeunet) em 12 de janeiro de 2000, e iniciou seu serviço de jogos on-line, Gamevil, em março de 2003. A Fitsnet ofereceu seu primeiro jogo para celular em Java em janeiro de 2001 na LG Telecom. Mais tarde, a Fitsnet oficialmente mudou o nome da companhia para Gamevil Inc. em abril de 2001. James Song também fundou e foi eleito como presidente da KMGA (Korean Mobile Game Association Associação de Jogos para Celular da Coreia) em agosto de 2001.
A Gamevil criou mais de 60 jogos eletrônicos, incluindo dez jogos premiados, como NOM e Skipping Stone; e é agora uma das maiores companhias de jogos para dispositivos móveis da República da Coreia, oferecendo seus jogos na SK Telecom, KTF e LG Telecom.

## Gamevil USA, Inc
A Gamevil Inc. expandiu seus serviços aos Estados Unidos em fevereiro de 2006 ao abrir seu escritório em El Segundo, Califórnia, com o nome de Gamevil USA, Inc.; e distribui seus jogos pelos seguintes serviços: Amp'd Mobile, Apple App Store, AT&T Wireless, Boost Mobile, Cellular South, Cricket Communications, Android Market, Helio, MetroPCS, Midwest Wireless, nTelos, Sprint Nextel, T-Mobile USA e Verizon Wireless. A Gamevil USA, Inc. mudou seu escritório para Torrance, Califórnia, em agosto de 2007.

## Jogos

### Estados Unidos
| - Aces of the Luftwaffe (2009) Desenvolvido pela HandyGames; - Art of War (2007) Desenvolvido pela Gear Games; - Baseball Superstars 2007 (2007); - Baseball Superstars 2008 (2008); - Baseball Superstars 2009 (2008); - Baseball Superstars 2010 (2009); - Big Trouble On Little Earth (2007); - Bridge Bloxx (2008) Desenvolvido pela HandyGames; - Bulldozer Inc. (2007) Desenvolvido pela HandyGames; - Game Pack for Her (2008) Desenvolvido pela Com2uS; - Golf Superstars 2008 (2008); - Gothic 3: The Beginning (2008) Desenvolvido pela HandyGames; - GT Drift:Untouchable (2007); - Hybrid: Eternal Whisper (2009); - Left Brain Bytes (2008); - Mini-Lovey (2006); - My Monster Pet (2008); | - NOM (2006); - NOM 2: Free Runner (2008); - Skipping Stone IQ (2007); - Skipping Stone IQ: Holiday Edition (2007); - Super Action Hero (2008) Desenvolvido pela Com2uS; - Super Boom Boom (2007); - Super Boom Boom: Holiday Edition (2007); - Omega Squadron 3D (2007); - Path of a Warrior:Imperial Blood (2006); - ROCKin' Stone (2007); - Skipping Stone (2006); - The Egyptians (2008); - The Shroud (2008) Desenvolvido pela Your World Games; - Tower Defense (2008) Desenvolvido pela Com2uS; - Traffic Mayhem (2006); - Zenonia (2009); |